# Институт Буковины при Аугсбургском университете
Институт Буковины при Аугсбургском университете был основан 10 ноября 1989 года в Аугсбурге и занимается распространением и исследованием знаний о культуре и истории Буковины, а также о Восточной, Восточно-Центральной и Юго-Восточной Европе. Он был назван в честь Буковины. Сегодня это— часть Румынии и часть Украины. Институт Буковины — дочерний институт Аугсбургского университета.

## История
В 1955 году округ Швабия в котором расположен Аугсбург, взял на себя шефство над немцами из Буковины, приехавшими в Германию, включая швабов, в рамках переселений во время Второй мировой войны под девизом «Дом в Рейхе».
В 1988 году по инициативе тогдашнего президента районного совета Георга Симнахера был основан Институт Буковины для исследования, документирования и сохранения культуры и истории Буковины, которая характеризовалась особым этническим и культурным разнообразием. 18 февраля 2003 года Министерство науки, исследований и искусства Баварии присвоило ему статус дочернего института университета. Он поддерживается ассоциацией-спонсором, Министерством семьи, труда и социальных дел Баварии и в основном округом Швабия.финансово поддерживается и управляется советом из пяти человек, председателем которого всегда является профессор Аугсбургского университета. С 2012 года председателем правления является Марита Краусс, заведующая кафедрой европейской региональной истории и истории Баварии и Швабии, ранее эту должность занимал Райнхольд Вернер. Институт возглавляла Марен Рёгер с 2017 года до её назначения на должность директора Института истории и культуры Восточной Европы Лейбница летом 2021 года.

## Библиотека
Собственная специализированная библиотека библиотеки, насчитывающая более 15 000 томов, представляет собой крупнейшее западное собрание произведений о прошлом и настоящем исторической Буковины и тесно связанных с ней территорий Юго-Восточной и Восточно-Центральной Европы. Помимо произведений на языке оригинала и специальной литературы, институт Буковины располагает разнообразной коллекцией румынских газет, которую иначе невозможно найти в Германии. Библиотека подключена к каталогу и системе абонемента университетской библиотеки, и большую часть фондов можно взять напрокат.
Коллекция возникла на базе библиотеки библиографа Эриха Бека, которую округ Швабия приобрел в 1989 году. До нынешних размеров библиотека выросла за счет пожертвований и пожертвований, а также за счет долгосрочных кредитов, например, от университета.

## Архив письменных материалов и средств массовой информации
Архив письменных материалов и носителей включает в себя письменные отчеты института и областного отряда немцев Бухенланда, а также поместья буковинцев. В коллекцию вошли журналы различных домашних округов и региональных сборных. Есть тематические папки с вырезками из газет, упорядоченные по темам и странам. Обширная коллекция исторических открыток и фотографий, редкие газеты на микрофильмах, а также аудио- и киноматериалы дополняют коллекцию. В настоящее время архив находится в стадии строительства, но будет открыт к празднованию 30-летия (октябрь 2019 г.).

## Исследования и преподавание
Научные исследования института и ассоциированная младшая профессура по теме «Транснациональные взаимоотношения. Германия и Восточная Европа» в Аугсбургском университете (Марен Рёгер с 2015 года, также управляющий директор института с 2017 года) составляют основу информационно-просветительской деятельности института. В настоящее время реализуются исследовательские проекты с упором на 19 и 20 века, включая восприятие современности на Буковине, историю инфраструктуры, сосуществование различных этнических групп, а также (вынужденные) миграции 20 века и их историю. памяти. Всегда вызывают интерес аспекты взаимосвязанности двух исторических регионов Швабии.и Буковина. Таким образом, институт в Аугсбурге является первой точкой контакта для студентов, изучающих историю Центрально-Восточной Европы. На разнообразных и междисциплинарных семинарах, практико-ориентированных упражнениях и экскурсиях прививаются аналитические, методологические и межкультурные навыки, которые позволяют студентам в дальнейшем брать на себя ответственные задачи в качестве мультипликаторов.

## События
Институт предлагает разнообразную программу культурных и научных мероприятий. К ним относятся выставки, чтения современных украинских и румынских авторов и кинопоказы, а также лекции известных отечественных и зарубежных учёных, а также международные конференции по различным темам культуры и истории Буковины, другим темам Восточной Центральной Европы и взаимосвязи между Германией и Восточно- Центральной Европой.

## Хранилище для трехмерной коллекции
В хранилище хранится около 900 трёхмерных объектов, приобретённых или полученных институтом за счёт пожертвований и завещаний бывших жителей Буковины и её окрестностей. Это прежде всего исторические костюмы и предметы быта, демонстрирующие культурное и этнологическое разнообразие региона и имеющие социально-историческую ценность. Особенностью немецкоязычных стран является обширная коллекция яиц, отражающая традиционные ремесла Буковины.

## Языковые курсы
Языковые курсы предлагаются каждый семестр на буковинских языках: румынском, украинском и русском. Принять участие могут все желающие.

## Образовательные поездки
Раз в год проводится ознакомительная поездка на Буковину, а также на большие территории Румынии , Республики Молдова и Украины.